# Chicoloapan
Chicoloapan de Juárez is een voorstad van Mexico-Stad, gelegen in de Mexicaanse staat Jalisco. De plaats heeft 168.591 inwoners (census 2005) en is de hoofdplaats van de gemeente Chicoloapan.
Chicoloapan is een van de oudste permanent bewoonde plaatsen in het Dal van Mexico. Toen de plaats door de Azteken werd onderworpen werd zij bewoond door Acolhua's. In 1520 sloot Chicoloapan zich vrijwillig bij Hernán Cortés aan.

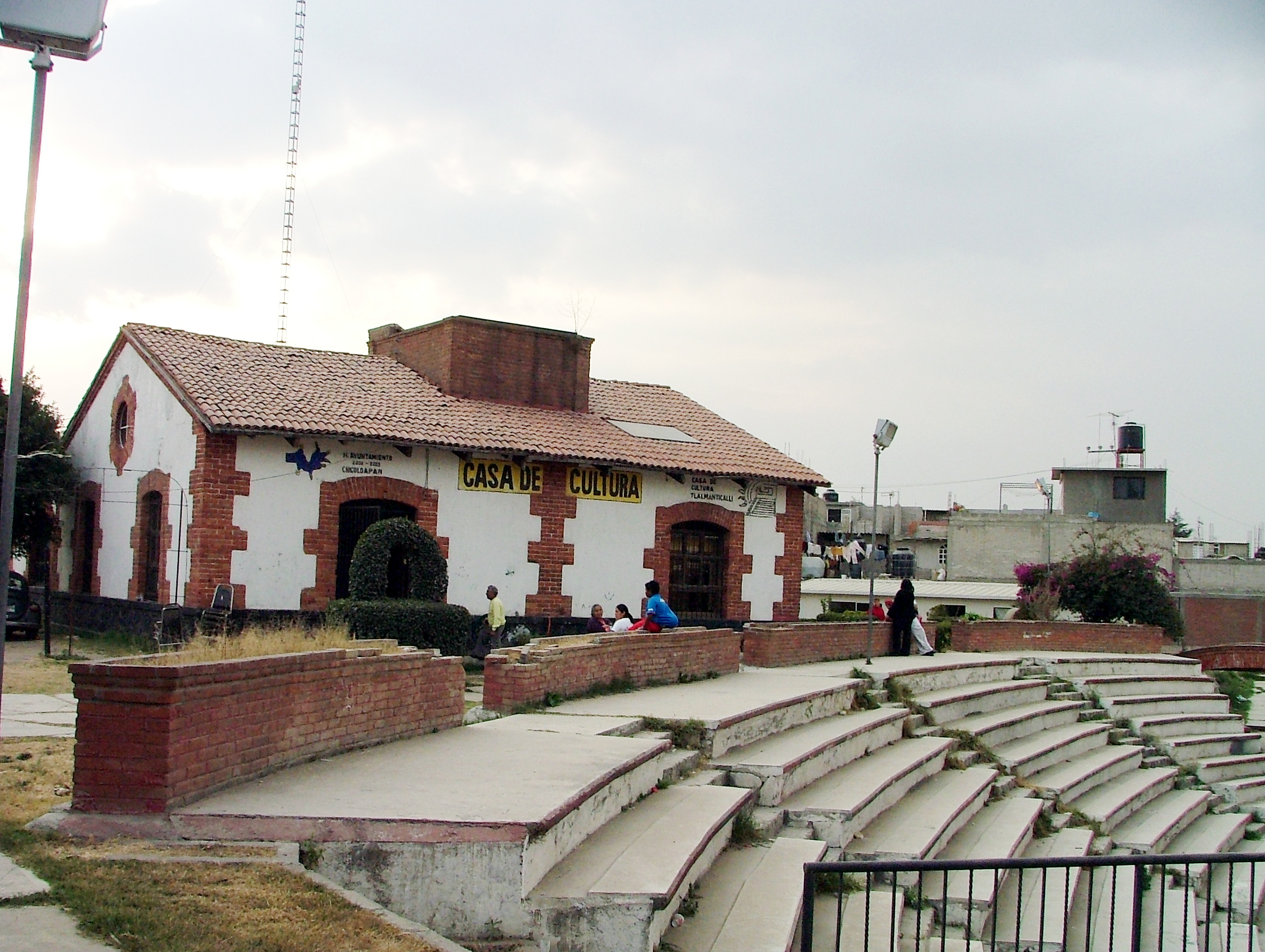